# Nachal Poleg
Nachal Poleg (hebrejsky: נחל פולג, arabsky: Vádí al-Falik) je vádí v centrálním Izraeli.
Začíná v pobřežní planině nedaleko vesnice Ramat ha-Koveš a města Tira. Směřuje pak k západu zemědělsky intenzivně využívanou krajinou (Šaronská planina), v níž míjí vesnice Sde Warburg, Bacra a Bnej Cijon, u níž se stáčí dočasně k severu. Pak opět pokračuje západním směrem k obci Jakum a Udim, kde vstupuje do pobřežních písečných dun a ústí do Středozemního moře na jižním okraji města Netanja (čtvrť Ramat Poleg). V průběhu jeho toku do Nachal Poleg ústí vádí Nachal Dror, Nachal Ra'anana, Nachal Cherut, Nachal Rišpon a Nachal Udim.

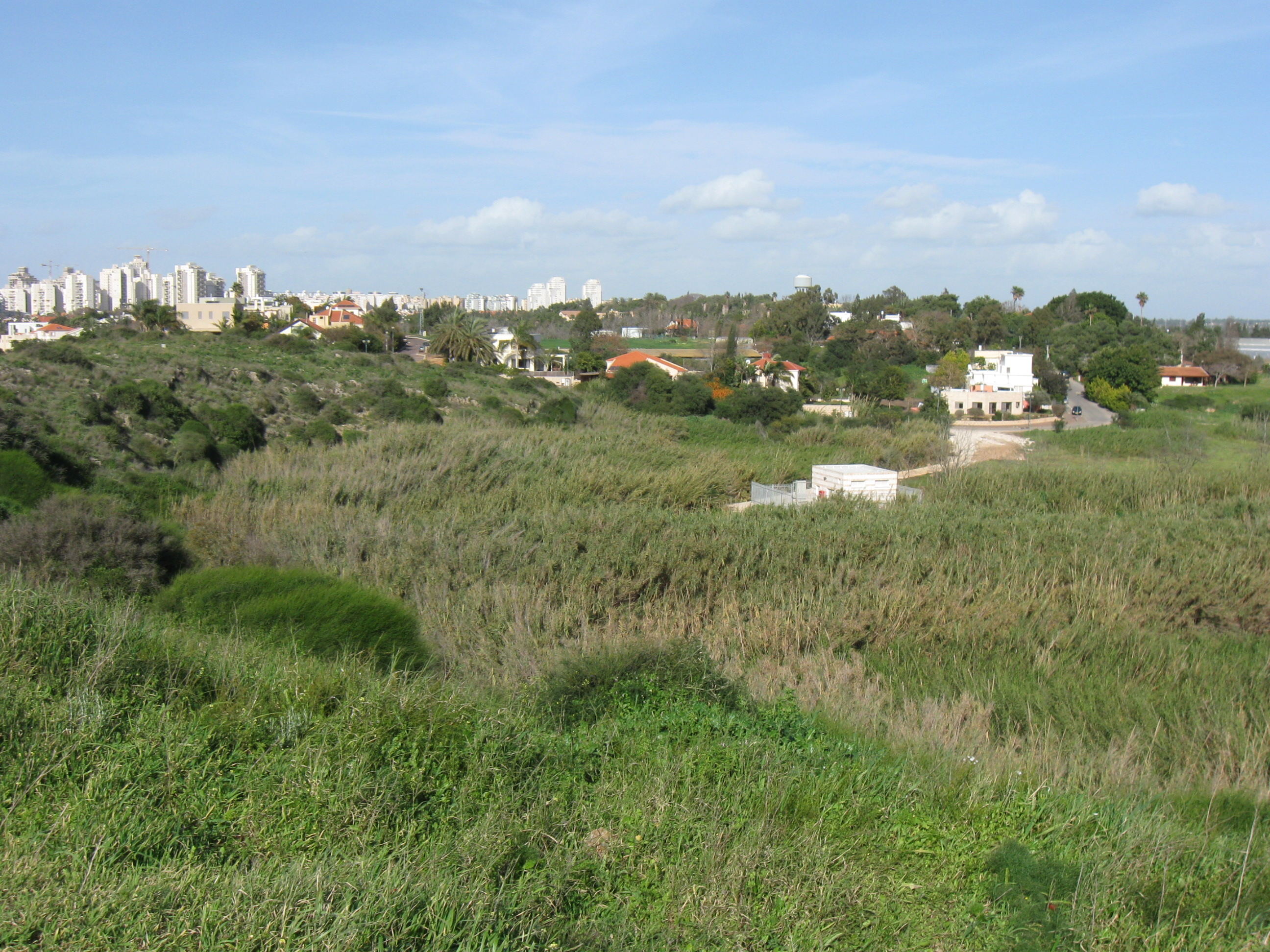
Vegetace při dolním toku Nachal Poleg, v pozadí vesnice Udim a okraj Netanje

Část vádí poblíž jeho ústí je součástí Přírodní rezervace Poleg o rozloze 136 dunamů (13,6 hektarů), která uchovává biotop písčin, močálu a okolní vegetace. Poblíž toku se tu rovněž nachází na ploše 12 dunamů (1,2 hektaru) archeologická lokalita Tel Poleg, která byla sice z velké části narušena povrchovým dolem, ale v roce 1959 a 1964 tu proběhl záchranný archeologický výzkum, který zde odhalil stopy osídlení z doby okolo roku 3000 před naším letopočtem a také z doby starověkého izraelitského osídlení z doby okolo roku 950 před naším letopočtem.
Ústí Nachal Poleg do moře vede umělým průkopem skrz pobřežní pás vyvýšených písečných dun (takzvaný kurkar). Tento průkop už zde fungoval ve starověku, ve středověku, v 13. století, byl zanesen a vádí tak v předpolí pobřeží vytvářelo rozsáhlý močál o ploše 4 kilometrů čtverečních. Znovu byl výtok do moře prokopán roku 1935.
Vádí je kromě srážkových vod napájeno i výtokem z čističek odpadních vod okolních obcí a má proto celoroční průtok. Francouzský cestovatel Victor Guérin koncem 19. století popisuje Nachal Poleg jako místo spojené s historií. Během křížových výprav tudy procházelo vojsko Richarda I. Lvího srdce při tažení, které pak skončilo bitvou u Arsufu. Guérin zároveň ztotožnil vádí Nachal Poleg s biblickým potokem Kána zmiňovaným v Knize Jozue 17,9, který ale dnes je identifikován jako Nachal Kana.